# دارفيداس شيرناس
درافيداس سيرناش (من مواليد 22 يوليو 1984 في أليتس) هو لاعب كرة قدم ليتواني محترف يجيد اللعب كلاعب وسط. يلعب في الدوري البولندي لصالح نادي فيدزيف لودز.

## روابط خارجية
- دارفيداس شيرناس على موقع الاتحاد الأوربي (الإنجليزية)
- دارفيداس شيرناس على موقع اتحاد تركيا (لاعب) (الإنجليزية)
- دارفيداس شيرناس على موقع قاعدة بيانات كرة القدم.إي يو (الإنجليزية)
- دارفيداس شيرناس على موقع ناشيونال فوتبول تيمز (الإنجليزية)
- دارفيداس شيرناس على موقع Soccerway.com (الإنجليزية)
- دارفيداس شيرناس على موقع عالم كرة القدم.نت (الإنجليزية)